# Marcel Couraud
Marcel Couraud (* 20. Oktober 1912 in Limoges; † 14. September 1986 in Loches) war ein französischer Dirigent.
Couraud studierte Orgel bei André Marchal in Paris und besuchte dort die École normale de musique. Außerdem belegte er Kurse in Komposition bei Nadia Boulanger und in Orchesterleitung bei Charles Münch.
1944 gründete er das Ensemble Vocal Marcel-Couraud, mit dem er neben Chansons und Madrigalen der Renaissancezeit (u. a. von Orlando di Lasso und Claudio Monteverdi) auch Werke zeitgenössischer Komponisten wie Trois Petites Liturgies de la présence divine von Olivier Messiaen aufführte und aufnahm. Er leitete das Ensemble bis 1954 und dirigierte dann die Stuttgarter (Bach-)Solisten und das Bachorchester Stuttgart.
Von 1946 bis 1953 war er Leiter des französischen Rundfunkkinderchors und ab 1967 des Rundfunkchors. Aus deren Mitgliedern bildete er im Folgejahr die Groupe Vocal de France, mit der er zeitgenössische Werke wie Cinq Rechants von Messiaen, das Dodécaméron von Ivo Malec, Récitatif, air et variations von Gilbert Amy, Nuits von Iannis Xenakis und die Sonate à douze von Betsy Jolas aufführte.
| Personendaten    | Personendaten          |
| ---------------- | ---------------------- |
| NAME             | Couraud, Marcel        |
| KURZBESCHREIBUNG | französischer Dirigent |
| GEBURTSDATUM     | 20. Oktober 1912       |
| GEBURTSORT       | Limoges                |
| STERBEDATUM      | 14. September 1986     |
| STERBEORT        | Loches                 |